# Biblioteca municipal de Maguncia
La Biblioteca científica municipal de Maguncia, o simplemente conocida como Biblioteca municipal de Maguncia, (en alemán: Wissenschaftliche Stadtbibliothek Mainz o Stadtbibliothek Mainz) es una biblioteca científica ubicada en Maguncia, Alemania. El patrimonio de la biblioteca cuenta con más de 700 000 obras, que incluye libros, revistas, partituras, mapa, entre otros. Esto la convierte en una de las bibliotecas municipales más grandes de Alemania.
El patrimonio histórico de la biblioteca incluye grabados antiguos y textos medievales, además de algunas colecciones especiales (como la de revistas y periódicos provenientes de la Segunda Guerra Mundial). Entre su patrimonio, se pueden encontrar libros principalmente procedentes del siglo XV, aunque destacan algunos provenientes de los siglos VIII y IX. También sirve como biblioteca regional para Maguncia y el Hesse Renano. Según las leyes regionales, la biblioteca recopila, indexa, archiva y recopila los libros producidos en la región.
También alberga algunos objetos de gran valor como siete manuscritos orientales, cuatro códice del Corán, una colección de documentos legales y de medicina, entre otros. La mayoría de estos objetos fueron llevados a Maguncia por como tesoro de guerra por el mariscal Johann Karl von Thüngen. Gran parte de los libros conservados en la biblioteca han sido digitalizados para su difusión.

## Historia

### Origen
Los orígenes de la Biblioteca científica de Maguncia se remonta a la Bibliotheca Universitatis Moguntinae, fundada en 1477 por la Universidad Electoral (que luego sería abolida por el directorio durante la revolución francesa). Sin embargo, la mayor parte de los libros proviene de la biblioteca del colegio jesuita de la ciudad (disuelta en 1773), así como de la Cartuja de Maguncia, el Monasterio de Santa Clara y de la Abadía de Altmünster. Otras fuentes de libros importantes fueron las bibliotecas de las órdenes mendicantes abolidas durante la secularización (como los agustinos, franciscanos, carmelitas y capuchinos). Son destacables también las numerosas donaciones hechas por algunos ciudadanos, clérigos y miembros de la Universidad de Maguncia.
Entre las principales donaciones que ha recibido la biblioteca se encuentran las realizadas por el médico Carl Wenzer y su hijo, el indólogo Heinrich Wenzer. En 1805, por orden del ministro francés Jean-Baptiste Nompère de Champagny, los fondos de la antigua biblioteca universitaria y de los monasterios abolidos pasaron a ser propiedad de la ciudad de Maguncia, con la condición de que esta se encargara de los gastos de mantenimiento.

### Sedes de la biblioteca
Desde su fundación, la biblioteca municipal se ha alojado en varios edificios. De 1744 a 1845, la sede de la biblioteca se encontraba cerca de la Plaza Neubrunnen. En 1925, la sede fue reubicada nuevamente, esta vez en el interior del Palacio Electoral de Maguncia. El edificio en el que se encuentra actualmente la biblioteca fue completado en 1912. Su construcción se debió en particular al apoyo brindado por Karl Göttelmann, alcalde de Maguncia. El diseño fue encargado al arquitecto Adolf Gelius. Este utilizó tubos neumáticos para mejorar el sistema de comunicación de la biblioteca. También se implementó el uso de estanterías Lipman, que todavía es utilizada. En vista de la situación económica de la ciudad, se usó piedra caliza Muschelkalk en lugar de arenisca. La financiación para su construcción vino principalmente del banco Sparkasse Mainz y de las contribuciones del Gran Ducado de Hesse. El costo final de la biblioteca ascendió la cifra de 665 000 marcos alemanes. Finalmente, el edificio fue inaugurado el 14 de noviembre de 1912.

### Directores
| N.º | Nombre              | Período | Período |
| N.º | Nombre              | Inicio  | Fin     |
| --- | ------------------- | ------- | ------- |
| 1   | Wilhem Velke        | 1891    | 1907    |
| 2   | Gustav Binz         | 1908    | 1920    |
| 3   | Aloys Ruppel        | 1920    | 1934    |
| 4   | Richard Dertsch     | 1934    | 1943    |
| 5   | Aloys Ruppel        | 1934    | 1955    |
| 6   | Friedrich Schmidt   | 1956    | 1959    |
| 7   | Jürgen Busch        | 1961    | 1965    |
| 8   | Ursula von Dietze   | 1965    | 1979    |
| 9   | Geesche Wellmer     | 1980    | 2000    |
| 10  | Reinhard Altenhöner | 2000    | 2002    |
| 11  | Stephan Fliedner    | 2004    |         |

## Colecciones

### Colección especial

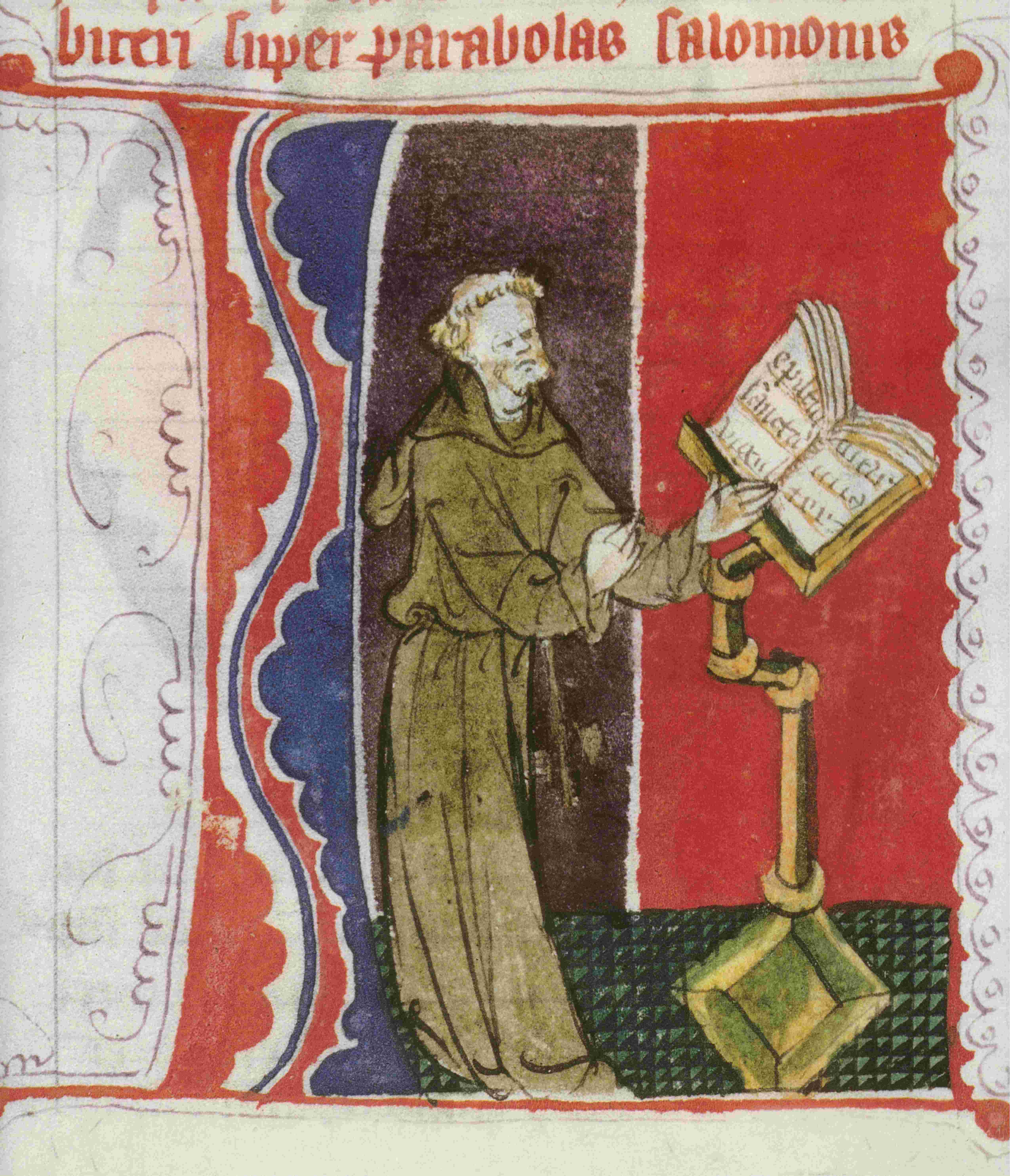
Ilustración de un manuscrito de la Biblia conservado en la Biblioteca municipal de Maguncia (circa 1420).

La colección especial incluye un conjunto de libro para niños de Christian Scholz, que incluye libros para niños y jóvenes, cartas y juegos de mesa diseñados por destacados ilustradores; la colección Moyat, proveniente de la biblioteca personal del ornitólogo Jacob Moyat; y el archivo Peter Cornelius. Estos conjuntos se complementan con objetos procedentes de anticuarios de la zona.
En 1981, la biblioteca recibió un conjunto de más de 700 libros donados por Lorenz Drehmann, presidente de la asociación Lealtad a Erfurt. También puede encontrarse una serie de periódicos del siglo XVIII, la cual puede verse en multimedia, pues por motivos de conservación se ha restringido el uso de los originales 

### Conjuntos históricos
El conjunto de manuscritos, grabados y materiales especiales (que ha crecido a largo de los años) representa una riqueza particular. Los manuscritos conservados en la biblioteca, en un inicio eran usados para la educación monástica y universitario del período tardomedieval. También representa la estrecha que existía entre los ciudadanos y la biblioteca, pues fueron numerosas las aportaciones de estos durante los siglos XIX y XX. Los grabados de los siglos XVI a XVIII reflejan la evolución y desarrollo del imprenta desde el período de los incunables. La preservación del patrimonio cultural es una de las obligaciones permanente de la Biblioteca municipal de Maguncia. Es por ello que se han tomado algunas medidas especiales de preservación y mantenimiento preventivo.
Entre las medidas de mantenimiento preventivo de la biblioteca, se encuentran la inspección del inventario, la limpieza, el contro de la temperatura, el mantenimiento de los libros y la producción de contenedores protectores. Los especímenes dañados por el tiempo,el uso intensivo, el almacenamiento inadecuado, la humedad, las plagas, entre otros, son trasladados al taller de restauración de Maguncia (ubicado en el interior del Museo Gutenberg) y luego de ser restaurados son devueltos a la biblioteca. Además de los fondos municipales y estatales para el cuido y preservación del patrimonio, la biblioteca lanzó un proyecto de patrocinio de los libros en 2006 bajo el nombre de Patient Buch sucht Paten